# Friedrich Ludwig von Rönne
Friedrich Ludwig von Rönne (ur. 27 listopada 1798 w Seestermühe, zm. 7 kwietnia 1865 w Berlinie) – pruski dyplomata i wojskowy.
Jego ojcem był Johann George von Rönne, a matką Dorothea Cordemann. Friedrich urodził się w 1798 w Seestermühe niedaleko Glückstadt.
Walczył jako kadet w tzw. German-English Legion w bitwie pod Waterloo. Następnie studiował prawo. W roku 1823 poślubił córkę komisarza medycznego w Poczdamie, z którą miał czworo dzieci.
W latach 1834–1844 i znów od października roku 1848 do grudnia 1849 był pruskim posłem w USA. Jednocześnie od stycznia 1849 do grudnia 1849 był posłem parlamentu frankfurckiego istniejącego w czasie tzw. „Wiosny Ludów”.
Jego najstarszy syn Julius von Rönne (1824-1884) był komisarzem dworskim i poślubił Marthę Haase (1835-1927).